# Ceramiche Refin
Ceramiche Refin S.p.A. es una sociedad por acciones italiana, que produce baldosas de gres porcelánico.

## Historia de la compañía
Ceramiche Refin Spa fue fundada en 1961, en el distrito cerámico industrial de Sassuolo y en los años siguientes producía "bizcocho", es decir un semimanufacturado de cerámica destinado a su posterior esmaltado.

La empresa pasa más tarde a una producción de ciclo completo, con la fabricación de pavimentos de bizcocho a los que después se añade, a partir de los años setenta, la producción de bicocción para revestimientos.

En la producción de monococción de pavimentos en pasta roja, obtenida de arcillas locales, Refin se convierte en una de las empresas líderes en el sector,[cita requerida] también gracias a la producción de formatos de dimensiones grandes (en aquella época hasta 44x44cm).

La actividad de producción y comercio de bizcocho se concluye en 1983, en favor de la producción de productos monococción de pasta blanca y, entre 1987-1988, se adquiere una nueva empresa cerámica denominada "City", destinada a la producción de monococción para suelos y revestimientos.

En los primeros años noventa, Refin se dedica a la producción de gres porcelánico esmaltado y en masa.

En 1998, Ceramiche Refin entra a formar parte del Gruppo Concorde, que renueva completamente las instalaciones.

En la primera década de 2000, la empresa vive una fase de intenso desarrollo.

Ceramiche Refin S.p.A. es socio United States Green Building Council, la asociación que ha difundido los estándares LEED, sistema de certificación de edificios diseñados, construidos y gestionados de forma sostenible.